# Ucieczka z Nowego Jorku
Ucieczka z Nowego Jorku (ang. Escape From New York) – film political fiction z roku 1981 w reżyserii Johna Carpentera.

## Obsada
- Kurt Russell – Snake Plissken
- Adrienne Barbeau – Maggie
- Ernest Borgnine – taksówkarz
- Lee Van Cleef – szef policji Bob Hauk
- Isaac Hayes – „książę” Nowego Jorku
- Donald Pleasence – prezydent USA
- Harry Dean Stanton – Harold Helman („Mózg”)
- Frank Doubleday – Romero, prawa ręka „księcia”
- Ox Baker – olbrzymi więzień
- John Diehl – punk
- Season Hubley – dziewczyna którą spotkał Snake
- Nancy Stephens – dziewczyna z samolotu
- John Strobel – Cronenberg, człowiek Boba Hauka
- Jamie Lee Curtis – początkowa narracja i głos komputera

## Fabuła
Rok 1997. Manhattan jest odciętą od świata, otoczoną murem wyspą, na którą zsyłani są najgroźniejsi przestępcy. Rządzą się własnymi prawami, a przeżyje ten, kto dostosuje się do panujących tam warunków. W wyniku katastrofy lotniczej samolot prezydenta Stanów Zjednoczonych rozbija się na wyspie, a on sam zostaje schwytany przez kryminalistów. Szef więzienia (Lee Van Cleef) zleca uwolnienie głowy państwa skazańcowi i ekskomandosowi. Jeśli Snake Plissken (Kurt Russell) wypełni zadanie, jego wyrok zostanie anulowany.
Film jest przedstawieniem alternatywnej przyszłości, w której dzielnica Nowego Jorku – wyspa Manhattan stała się zamkniętym więzieniem strzeżonym jedynie od zewnątrz przez specjalne jednostki policji. Więźniowie znajdujący się na wyspie są pozostawieni samym sobie, a dzielnica przeznaczona na więzienie jest ciągle przez nich dewastowana.
Akcja filmu rozpoczyna się od porwania prezydenta Stanów Zjednoczonych, przelatującego samolotem akurat nad tą częścią Nowego Jorku. Terroryści, którzy dostali się na pokład prezydenckiego samolotu próbują go zlikwidować, ten jednak korzystając z kapsuły ratunkowej nie doznaje uszczerbku na zdrowiu, gdy samolot uderza w jeden z wieżowców Manhattanu.
Początkowo dla uratowania prezydenta wysłane zostają specjalne oddziały, jednakże wycofują się szybko, gdyż więźniowie informują ich, że posiadają już głowę państwa i jakakolwiek ingerencja przyczyni się do jego śmierci. W sytuacji patowej do odbicia prezydenta oraz posiadanego przez niego specjalnie przygotowanego nagrania, mającego zapobiec eskalacji konfliktu zimnowojennego między USA a Związkiem Radzieckim wysłany zostaje Snake Plissken, komandos i pilot, któremu także grozi więzienie za niesubordynację.
Aby nie wzbudzać podejrzeń, Plissken ląduje na wieżowcu World Trade Center i udaje się na długą wędrówkę w poszukiwaniu prezydenta. W jego ciało wstrzyknięte zostały wcześniej dwie kapsułki, które po 22 godzinach, jeżeli nie wróci z prezydentem, rozpuszczą się i spowodują jego śmierć. Wyposażony zostaje także w specjalny czujnik, odbierający sygnały z nadajnika przypiętego do ręki prezydenta.
Początkowo Plissken odnajduje miejsce upadku samolotu, następnie trafia do miejscowego teatru, w jego podziemiach spotyka różnych dziwnych ludzi i wreszcie odnajduje nadajnik, niestety leżący na ręce nieznanego starca, a nie prezydenta. Wraca do miejsca katastrofy samolotu, próbując rozpaczliwie zastanowić się nad dalszymi krokami. Wtedy z podziemi wyłażą kanibale, łapiąc i mordując ludzi (w tym kobietę którą spotyka Pilssken). Snake zostaje uratowany przez taksówkarza (Ernest Borgnine), którego już wcześniej spotkał w teatrze. Dzięki niemu dowiaduje się o nieformalnym przywódcy Manhattanu – Księciu (którego niewolnikiem prawdopodobnie jest prezydent) i dociera do swojego starego przyjaciela a obecnie zaufanego człowieka Księcia – Harolda Mózga Helmana (Harry Dean Stanton), którego zmusza do pomocy. Wraz z Helmanem i jego kochanką – Maggie (Adrienne Barbeau) (taksówkarz ucieka) dociera do Księcia (Isaac Hayes), a następnie do prezydenta. Zostaje jednak zdradzony przez Helmana i wydany Księciu. Nastaje świt. Więźniowie przedstawiają władzom USA swoje żądania: życie prezydenta za amnestię wszystkich więźniów. Podczas gdy Snake zostaje zmuszony do walki na śmierć i życie na ringu z ogromnym więźniem, Helman i Maggie zabijają strażników i uwalniają prezydenta. Plisskenowi nieoczekiwanie udaje się pokonać i zabić rywala, a następnie w zamieszaniu spowodowanym uwolnieniem prezydenta, uciec i przedostać do Helmana, Maggie i prezydenta. Wraz z nimi i taksówkarzem który wymienił swój kapelusz na kasetę z nagraniem przeznaczonym dla prezydenta z jednym ze strażników, ucieka przez most przed ścigającym ich Księciem. Podczas ucieczki giną Helman, Maggie i taksówkarz. W końcu Plisskenowi i prezydentowi udaje się wydostać za mur oddzielający więzienie (Książę ginie zastrzelony tuż przed murem). Tam ratują ich specjalne służby, które niszczą kapsułki w ciele Plisskena, ratując go. W trakcie ucieczki Plissken podmienia jednak kasetę z nagraniem dla prezydenta na kasetę taksówkarza z teatru, co powoduje że zamiast przesłania odtworzona zostaje kaseta z nagraniami muzycznymi.
Scenografia zrujnowanego Nowego Jorku oraz pokazanie zdziczenia obyczajów powoduje, że film ma mroczny charakter. Większa część fabuły rozgrywa się nocą, co potęguje klimat. Bunt Plisskena i obraz maltretowanego fizycznie i psychicznie prezydenta nadaje też wydźwięk kontestacji i sprzeciwu wobec władzy. Główny bohater nie jest przedstawiony jako praworządna postać, próbująca uratować głowę państwa, co jest specyficzne dla wielu amerykańskich filmów, lecz jako osoba, która z niechęcią i pod przymusem wykonuje powierzone jej zadanie.